# La Grive-Saint-Alban
La Grive-Saint-Alban è una zona geomorfologica carsica situata nel comune di Saint-Alban-de-Roche, nel dipartimento dell'Isère. Questo luogo, sfruttato da molto tempo per la sua argilla rossa, è conosciuto dal XIX secolo per la ricchezza dei suoi giacimenti fossiliferi notevolmente diversificati, ripartiti tra l'età stratigrafica del Batoniano fino ad arrivare all'epoca del Miocene.
| Controllo di autorità | VIAF (EN) 1219148574340224430007 |